# Pathet Lào
Pathet Lào (tiếng Lào: ກຸ່ມປະເທດລາວ) là một phong trào chính trị và tổ chức cộng sản, dân tộc chủ nghĩa ở Lào được thành lập vào giữa thế kỷ 20. Tổ chức này cuối cùng đã thành công trong việc giành được quyền lực cao nhất ở Lào, sau một cuộc cách mạng (chống lại người Pháp và Mỹ) kéo dài từ thập niên 1950 cho đến nay. Pathet Lào lên nắm chính quyền Cộng hòa Dân chủ Nhân dân Lào sau này. Tổ chức này có mối quan hệ mật thiết với những người cộng sản Việt Nam. Trong 2 cuộc Chiến tranh Đông Dương, tổ chức này được tổ chức hiệu quả, được sự hỗ trợ và trang bị của Việt Nam Dân chủ Cộng hòa.
Phong trào chính trị liên quan tới Pathet Lào đầu tiên được gọi là Đảng Nhân dân Lào (1955-1975) và sau này được có tên là Đảng Nhân dân Cách mạng Lào (1972 đến nay). Năm 1975, sau khi Pathet Lào giành được quyền lực, trên thực tế tổ chức này đã là chính quyền hơn là một tổ chức kháng chiến và thuật ngữ này không còn được sử dụng. Không giống như Khmer Đỏ, Pathet Lào có quan hệ mật thiết với những người cộng sản Việt Nam. Các nhân vật chủ chốt của Pathet Lào có Hoàng thân Souphanouvong, Kaysone Phomvihane, Phoumi Vongvichit, Nouhak Phoumsavanh và Khamtai Siphandon.